# Seseli creticum
Seseli creticum är en flockblommig växtart som beskrevs av Jan Svatopluk Presl. Seseli creticum ingår i släktet säfferötter, och familjen flockblommiga växter. Inga underarter finns listade i Catalogue of Life.